# Memphis Rockers
I Memphis Rockers sono stati una franchigia di pallacanestro della World Basketball League, con sede a Memphis, nel Tennessee, attivi tra il 1990 e il 1991.
Disputarono due stagioni nella WBL, raggiungendo i play-off in entrambe le occasioni. Si sciolsero dopo il campionato 1991.

## Stagioni
| Stagione | Lega | Denominazione   | V  | P  | %    | Piazzamento | Play-off    |
| -------- | ---- | --------------- | -- | -- | ---- | ----------- | ----------- |
| 1990     | WBL  | Memphis Rockers | 27 | 19 | 58,7 | 5º          | Semifinale  |
| 1991     | WBL  | Memphis Rockers | 29 | 22 | 56,9 | 3º          | Primo turno |